# Salle des fêtes de Lille-Fives
Pour les articles homonymes, voir Salle des fêtes (homonymie).
La Salle des fêtes de Lille-Fives est une salle de spectacle construite de 1926 à 1928 à Lille, dans le quartier de Fives. Elle a été inscrite au titre des monuments historiques en avril 2000.
Ce site est desservi par la station de métro Fives.

## Localisation
La Salle des fêtes de Fives est située au 91 rue de Lannoy dans le quartier de Fives à Lille.

## Histoire
Au début des années 1920, la municipalité de Lille fait l'acquisition d'une propriété appartenant à la famille Barrois dans le quartier de Fives. Elle comprend un petit château et un parc sur lequel, dans une délibération du 29 avril 1925, le conseil municipal décide d'implanter une salle des fêtes. Le projet est confié à l'architecte municipal Marcel Cools qui en dresse les plans entre juin et septembre 1925, accompagnés d'un devis s'élevant à 1018500 francs. La commission départementale des bâtiments civils émet un avis favorable le 7 décembre 1925. L'entreprise Briard est choisie pour l'exécution de la maçonnerie, avec la structure en béton armé, et le stucateur Georges Borrewater pour les décors intérieurs. La première pierre est posée le 14 juillet 1926 et l'édifice inauguré le 14 juillet 1928 par le maire de Lille, Roger Salengro.
Désaffectée en 1997 pour des raisons de sécurité, elle est totalement réhabilitée entre 2002 et 2003 par la Ville de Lille, dans le cadre de la préparation des évènements de Lille 2004 (capitale européenne de la culture). Gérée par la direction générale de la Culture de la ville, la salle rénovée accueille désormais de nombreux événements, bals mais aussi représentations théâtrales, festivals de musique, de danse, expositions...

## Description
Le bâtiment est constitué d'une structure porteuse en béton armé avec maçonnerie de briques en remplissage. Si l'architecture générale relève plutôt du néo-classicisme, elle porte également la marque d’une inspiration éclectique teintée d’Art déco, en particulier en façade donnant sur la rue de Lannoy, ornée d'un grand motif de soleil couchant en carreaux de céramique émaillée.
La façade latérale sur le square des Mères, d'inspiration plus manifestement néoclassique, est rythmée par six pilastres encadrant des fenêtres et percée en son centre de trois grandes baies vitrées en ogive surmontées d'oculi oblongs.
À l'intérieur, le décor est constitué de motifs végétaux en staff Initialement, la salle des fêtes a été conçue pour accueillir 1 112 personnes dans un vaste volume dominé par un unique balcon. Après sa restauration, la salle peut accueillir 900 personnes sur un parterre en parquet de 341 m2. Elle comprend également un balcon pouvant accueillir 240 personnes, une scène et trois loges.